# Chiesa di Santa Maria Assunta (Migliana)
La chiesa di Santa Maria Assunta si trova a Migliana, nel comune di Cantagallo, in provincia di Prato.
La chiesa fu costruita in pietra locale (inglobando la compagnia settecentesca come transetto del nuovo edificio) su progetto di Adelio Colzi, e completata nel 1946. L'abside poligonale è affrescata con l'Assunta, gli Evangelisti e il popolo di Dio (1998), opera di Silvestro Pistolesi.
Il presbiterio conserva un ciborietto rinascimentale.
Dietro la chiesa resta l'antica parrocchiale, documentata dal 1189, con piccola facciata sormontata da campanile secentesco a vela.